# صمود المؤمن
صمود المؤمن (4 مارس 1991 -)، ممثلة كويتية.

## أعمالها

### تلفزيون
- 2025: أبو البنات نورة
- 2025: سدف.   مروج
- 2024: في مثل هذا اليوم
- 2023: أمر إخلاء 3 دلال
- 2023: دفعة لندن خديجة
- 2023: مجاريح
- 2022: سيدة العتمة
- 2022: أمينة حاف 2 حصة
- 2021: من بعدي الطوفان مريم
- 2021: أمينة حاف حصة
- 2021: أمر إخلاء 2 دلال
- 2021: الروح والرية سجى
- 2020: مانيكان
- 2020: عالقون
- 2020: أمر إخلاء 1 دلال
- 2019: عطيتك عيوني
- 2019: الديرفة حصة

### مسرح
- 2024: طق الجرس
- 2023: وينزداي
- 2019: اليوتيوبر

### أخرى
- 2019: تقدير الاحتياج